# Fraureuth
Fraureuth je obec v německé spolkové zemi Sasko, v zemském okrese Cvikov. Má přibližně 5 100 obyvatel.

## Poloha
Obec leží u hranic Saska s Durynskem. Sousední obce jsou: Cvikov, Lichtentanne, Mohlsdorf-Teichwolframsdorf (Durynsko), Neumark a Werdau.